# راسيل كرافت
راسيل كرافت (بالإنجليزية: Russ Craft)‏ هو لاعب كرة قدم أمريكية أمريكي، ولد في 15 أكتوبر 1919 في ماكوين في الولايات المتحدة، وتوفي في 12 يناير 2009 في ويلسبورغ في الولايات المتحدة.